# Ontmoeting van Montoire
De ontmoeting van Montoire (in het Frans: Entrevue de Montoire) was de ontmoeting die plaatsvond op 24 oktober 1940 tussen Philippe Pétain en Adolf Hitler op het treinstation van Montoire-sur-le-Loir (Loir-et-Cher, Frankrijk). Het was uitvoerig voorbereide ontmoeting tussen de Franse minister van Buitenlandse Zaken, Pierre Laval en de Duitse ambassadeur, Otto Abetz. De ontmoeting met Hitler en von Ribbentrop, twee dagen eerder op dezelfde plaats, was bedoeld om de basis te leggen voor een dialoog tussen de bezettingsmacht en het Vichy-regime.
Een dag eerder, op 23 oktober, had Hitler in Hendaye bij de Frans-Spaanse grens een ontmoeting gehad met generaal Franco met als doel Spanje bij de oorlog te betrekken.
De besprekingen vonden plaats in de privé wagon van de Führer, na een handdruk tussen hem en Pétain op een perron van het station. Er werd geen officieel verslag van deze debatten gepubliceerd, maar het is bekend dat alleen het principe van samenwerking werd vastgesteld, zonder dat er aan beide kanten toezeggingen werden gedaan. Het is ook belangrijk om op te merken dat deze bijeenkomst plaatsvond op hetzelfde moment als de besprekingen van de wapenstilstandscommissie tussen Frankrijk en Duitsland, hoewel het volledig los stond van elkaar.
De bijeenkomst haalde de voorpagina's van de Franse pers en was het onderwerp van een radiospeech van het Franse staatshoofd op 30 oktober 1940, waarin Pétain probeerde aan te tonen dat er een nieuw tijdperk aanbrak voor Frankrijk: van een verslagen natie moest het een respectabele status verwerven door de partner van de overwinnaar te worden in de nieuwe Europese orde die werd gedicteerd door nazi-Duitsland.
Met deze radiotoespraak verklaarde Pétain persoonlijk en officieel dat het Vichy-regime zou meewerken met nazi-Duitsland.
Montoire kreeg vervolgens een symbolische dimensie die vergelijkbaar is met de oproep van generaal de Gaulle op 18 juni. In het Franse collectieve geheugen contrasteert de foto van De Gaulle die zijn bevel om de strijd voort te zetten voorleest in de microfoon van de BBC met de foto van de handdruk tussen Pétain en Hitler. Deze twee documenten hebben de status van symbolen gekregen en markeren sleutelmomenten in de bezetting. Ze onderstrepen de stichtende dimensie van de gebeurtenissen in kwestie: respectievelijk de voortzetting van de strijd aan de zijde van het Verenigd Koninkrijk en de organisatie van de collaboratie met Duitsland.

## Keuze voor Montoire
Het station van Montoire-sur-Loir, op de lijn van Pont-de-Braye naar Blois, werd gekozen vanwege de nabijheid van de lijn Parijs-Bordeaux-Hendaye en om een andere strategische reden: op minder dan vier kilometer afstand lag de 550 meter lange Saint-Rimay-spoortunnel, die de Duitse trein kon beschermen in geval van een luchtdreiging.
Deze spoortunnel werd in juli 1942 versterkt door de Organisation Todt en in de buurt werden bunkers gebouwd om de W3 te huisvesten, een Führerhauptquartier, een van de twintig hoofdkwartieren van de Führer verspreid over Duitsland en bezet Europa, maar die er nooit werd geïnstalleerd.

## Montoire, het grote misverstand
Pétain accepteerde duidelijk het principe van collaboratie in de geest van een dialoog "tussen soldaten", aangezien hij en Hitler veteranen van de Eerste Wereldoorlog waren. In zijn ogen was deze dialoog tussen "wapenbroeders" bedoeld om de definitieve voorwaarden voor vrede tussen Duitsland en Frankrijk voor te bereiden.
Volgens François Delpla en de Duitse notulen van het gesprek, ondertekend door Paul Schmidt (Hitlers tolk) gepubliceerd in 1961, was een van Pétain's belangrijkste bedoelingen tijdens de Montoire vergadering om militair samen te werken met de Asmogendheden door het Vichy leger te betrekken bij anti-Britse militaire acties in Afrika. Alleen in Afrika om het rijk te verdedigen, niet in een algemene hoedanigheid. Hitler reageerde onverschillig. Dit element wordt ook in aanmerking genomen door Jean-Pierre Azéma en Olivier Wieviorka. Een andere theorie is dat Hitler wilde dat Frankrijk samen met hem de oorlog inging in een grote alliantie tegen Groot-Brittannië, maar dat Pétain weinig enthousiasme toonde en zijn reactie uitstelde. De Duitse notulen van het interview zeggen: "Hij (Hitler) was bezig met het organiseren van een Europese en deels buiten-Europese gemeenschap tegen de Britse vijand van het continent. Hij had contact opgenomen met de Franse regering om uit te vinden in hoeverre Frankrijk bereid was om zich bij deze gemeenschap aan te sluiten". Het was op dit verzoek dat Pétain niet reageerde en zijn antwoord uitstelde volgens de notulen van de vergadering. Volgens deze theorie vroeg Pétain, die van Hitler een vredesverdrag wilde verkrijgen dat de soevereiniteit van Frankrijk herstelde, ook toestemming om, ondanks de wapenstilstand, militaire middelen te gebruiken om de Franse bezittingen in Afrika te verdedigen tegen de Britten. Het verzoek werd geaccepteerd door een Hitler die tevreden was dat Frankrijk zijn koloniën verdedigde tegen Groot-Brittannië, maar die zijn positie als overwinnaar die de Franse economie uitbuitte door het herstel van de soevereiniteit niet wilde opgeven. Hij wilde het maximale uit het land halen om de oorlog voort te zetten. Maar Pétain was niet meer bereid dan Franco om oorlog te voeren tegen Groot-Brittannië, in welke vorm dan ook (Europese gemeenschap tegen Groot-Brittannië).
In zijn toespraak van 30 oktober 1940 (waarin hij de collaboratie aankondigde), sprak Pétain over het "verminderen van onenigheid" in de Franse koloniën. Pétain had het nooit over Hitlers verzoek aan Frankrijk om oorlog te voeren tegen Groot-Brittannië, waaraan hij geen gevolg gaf.
Hoewel Hitler niet inging op het voorstel van Pétain in Montoire, deed hij wel enkele concessies om de militaire medewerking van Vichy aan te moedigen. Sommige Franse officieren werden vrijgelaten met het doel een operatie op te zetten om Tsjaad te heroveren.
Pierre Laval, de toenmalige minister van Buitenlandse Zaken, deed concrete voorstellen aan de Duitsers. Hij hekelde de alliantie van Frankrijk met Groot-Brittannië, op wiens nederlaag hij openlijk hoopte. Hij liet bijvoorbeeld een deel van het goud van de Belgische Nationale Bank, dat het land tijdens de slag om Frankrijk was toevertrouwd, aan Duitsland leveren.
Voor zowel Pétain als Laval symboliseerde Montoire een aanhoudende samenwerking met Duitsland, het enige beleid dat (in hun ogen) Frankrijks waardigheid en plaats zou herstellen in een "nieuw" Europa, dat definitief gedomineerd werd door de nazi's. De concessies aan de bezetter moesten resulteren in hun toegeeflijkheid: als antwoord op de beloften van goede wil van Vichy zou Duitsland iets teruggeven, zoals de terugkeer van Franse krijgsgevangenen, de totstandkoming van de demarcatielijn of de terugkeer van de Franse regering naar Versailles.
Voor Hitler was de Montoire-bijeenkomst een heel andere zaak. Hij zag de samenwerking als een tactische en strategische troef: puur eenmalig en puur militair bedoeld om Duitsland te helpen met het oog op het lopende conflict met Groot-Brittannië en de geplande invasie van de USSR. Voor de nazi's was het gewoon een kwestie van de Franse intenties garanderen, d.w.z. "Frankrijk neutraliseren tegen de laagst mogelijke kosten" door het handhaven van "verpletterende economische overheersing" en ervoor zorgen "dat Vichy zich krachtig zou verzetten tegen elke poging van de Gaullisten en de Britten om de controle over Noord-Afrika over te nemen". Vanwege deze tactische doelstellingen, en ook vanwege zijn francofobie, was Hitler op geen enkele manier bereid om concessies te doen aan de verslagen Duitsers van juni 1940, zelfs als hij het principe van Frans-Duitse collaboratie accepteerde.
Deze onoverkomelijke verschillen verklaren waarom de bijeenkomst niet resulteerde in een concreet akkoord of actieprogramma. Pétain, die met lege handen terugkeerde, verklaarde later dat hij een "middelmatige man die de lessen van de geschiedenis niet had geleerd" had ontmoet, en hij beweerde dat Montoire vanaf het begin was opgezet als een eenvoudige informele "tour d'horizon". Hitler, van zijn kant, was tevreden met de status quo met Frankrijk, wat hem ervan weerhield Mussolini en Franco kwaad te maken.

## Na Montoire: Duitse verharding
Dit misverstand, dat werd begrepen en uitgebuit door de nazi-leiders, betekende dat Montoire de Franse situatie op geen enkele manier verbeterde, noch op diplomatiek, noch op militair, noch op binnenlands gebied. Pétain, die een sterke antipathie had tegen Laval, had de vrijheid om hem te verwijten dat zijn beleid geen tegenprestatie opleverde. Hij slaagde er ook niet in om een tegenprestatie te verkrijgen. Ondanks de beloften van goede wil van de twee Vichy-leiders, zette de bezetter zijn onderdrukking voort en verscherpte deze zelfs. Montoire kon de terugkeer van de Franse gevangenen die Pétain wilde niet aanmoedigen, omdat Hitler vond dat deze kwestie moest worden besproken in het kader van de wapenstilstandscommissie, waar de Duitse onverzettelijkheid werd bevestigd. Bijvoorbeeld: de verdrijving van 150.000 inwoners van Elzas en Lotharingen die als te francofiel werden beschouwd, met het oog op de integratie van hun provincies in het Reich, vond al plaats in december 1940.
Het enige gebaar dat de bezettingsmacht bereid was te maken was puur symbolisch: de terugkeer naar Frankrijk van de as van de hertog van Reichstadt, de zoon van Napoleon, op 15 december 1940. Het bewijs dat de Duitse controle over Vichy bijna volledig was, is dat Pétain's ontslag van Laval, dat ook begin december plaatsvond, werd geweigerd door de Duitsers en aanleiding gaf tot politieke onderhandelingen waarin zij de keuze van het nieuwe hoofd van de Vichy-regering grotendeels beïnvloedden.

## Impact van de ontmoeting van Montoire op de publieke opinie
In de radiotoespraak die volgde op de vergadering van 24 oktober, zei Pétain dat hij bereid was om "eervol" "de weg van de collaboratie in te slaan". Het onmiddellijke resultaat was dat de Fransen in diepe verwarring werden gebracht. Vervolgens werd de gebeurtenis terecht gezien als "een vuile streek en een dag van dwazen". De overgrote meerderheid van de bevolking, die net de psychologische en materiële schok van een nederlaag had ondergaan, nam een afwachtende houding aan. Ze deelde dan ook verre van de collaboristische doelstellingen van Pétain en Laval. Duitse misbruiken na Montoire brachten het Vichy regime in diskrediet. De populariteit van Pétain wankelde, maar herstelde zich tijdelijk met het ontslag van de impopulaire Laval op 13 december 1940.
Dit ontslag gaf aanleiding tot de mythe van het "dubbele spel", volgens welke Pétain Frankrijk in feite had beschermd tegen de collaboristische excessen van Laval. Toch waren ze het eens over het principe van collaboratie. In het kader van hun politieke rivaliteit namen ze elk het initiatief om de Duitse leiders te ontmoeten. Het is waar dat ze een enigszins verschillende opvatting van collaboratie hadden. Voor Pétain was het nationalistisch en conservatief en maakte het deel uit van de persoonsverheerlijking die hij voor zichzelf organiseerde, omdat de verbeteringen die de samenwerking voor Frankrijk moest opleveren, zijn imago als redder van het land zouden versterken. Voor Laval daarentegen was samenwerking vooral "Europees" en anti-Bolsjewistisch. Maar deze verschillen betekenen niet dat Pétain Frankrijk zou hebben beschermd tegen de excessen van zijn minister.
De ontmoeting van Montoire, heeft zijn belangrijkste betekenis gekregen op het gebied van het Franse collectieve geheugen. De bijeenkomst werd een allegorie van politiek falen. Het beeld van de handdruk met Hitler, gereproduceerd in de belangrijkste Franse kranten, ruïneerde Pétain's populariteit door hem definitief in het kamp van de collaborateurs te plaatsen. Hetzelfde gold voor zijn toespraak die, naast het beroemde "Ik betreed het pad van de collaboratie", een vreemd profetische zin bevatte: "De geschiedenis zal alleen over mij oordelen". Dit zou waar blijken te zijn, want Pétain zou berecht worden voor hoogverraad bij de bevrijding en ter dood veroordeeld worden - een straf die de Gaulle omzette in levenslang.
Eind 1940 was het misschien mogelijk om in dit beleid of in het "dubbele spel" van Pétain te geloven. De snelle radicalisering van Vichy en de uitvoering van het beleid van samenwerking met Nazi-Duitsland maakten deze interpretatie echter steeds dubieuzer.

## Museum van ontmoetingen
Tegenwoordig wordt het station van Montoire-sur-le-Loir alleen nog bediend door de seizoensgebonden treindiensten van de Train Touristique de la Vallée du Loir (TTVL), op een lijn waar ook nog enkele goederentreinen rijden. Sinds 2003 is er in het passagiersgebouw van het station een museum gevestigd met een maquette van de locatie in 1940. Aanvankelijk bekend als het "Ontmoetingsmuseum" (musée des rencontres) en daarna als het "Handdrukmuseum" (musée de la poignée de main), staat deze herinneringsplek nu bekend als het "Historische Station" (gare historique).